# Березники
Березники́ або Кидзакар (комі-перм. Кыдззакар, рос. Березники) — місто крайового підпорядкування в Пермського краю Росії. Пристань на річці Камі. Залізнична станція Усольська. У 1959 році мешкало 106 тис. жителів. В околицях великі родовища кухонної та калійної солей. Ще в XVI столітті цей регіон був відомий своїми солеварнями (сіль «перм'янка»). У 1883 тут засновано перший в Росії содовий завод. Тепер місто — великий центр хімічної промисловості: виробництво мінеральних добрив, соди, барвників тощо. Навчальні заклади гірничо-хімічного, енергетичного, медичного і будівельного спрямування.

## Клімат
Клімат міста помірно-континентальний з суворою тривалою зимою і теплим коротким влітку. Число днів без сонця — 109. Тривалість стійких морозів — 136 днів, з першої декади листопада до третьої декади березня.

## Уродженці
- Говорухін Станіслав Сергійович (1936—2018) — радянський і російський кінорежисер, актор, сценарист, публіцист, громадський діяч, політик.
- Мазіхін Юрій Володимирович (нар. 1961) — російський актор.
- Хеннер Євген Карлович (нар. 1946) — російський вчений-фізик.